# Acacia tonkinensis
Acacia tonkinensis é uma espécie de leguminosa do gênero Acacia, pertencente à família Fabaceae.